# Lucie Breyne
Pour les articles homonymes, voir Breyne.
Lucie Breyne est une joueuse de hockey sur gazon belge. Elle évolue au poste de défenseure au Waterloo Ducks et avec l'équipe nationale belge.

## Biographie
Lucie est née le 5 octobre 2000 en Belgique.

## Carrière
Elle a été appelée en équipe première pour concourir à la Ligue professionnelle 2019.

## Palmarès
- : 2e à l'Euro U18 2018